# Congoharpax boulardi
Congoharpax boulardi är en bönsyrseart som beskrevs av Roger Roy 1972. Congoharpax boulardi ingår i släktet Congoharpax och familjen Hymenopodidae. Inga underarter finns listade i Catalogue of Life.